# Konstanzer Hütte
Die Konstanzer Hütte ist eine Schutzhütte der Sektion Konstanz des Deutschen Alpenvereins im Verwall in der Gemeinde St. Anton am Arlberg in Österreich.

## Lage
Die 1885 eröffnete Konstanzer Hütte, auf der Nordostseite des Fasultales auf 1708 m ü. A. gebaut, wurde nach erneuter Zerstörung durch Erdrutsche im Jahr 1988 aufgegeben, abgetragen und an anderer Stelle, ca. 700 m vom alten Standort entfernt, in den Jahren 1989/1990 neu aufgebaut. Sie steht nun 1688 m hoch, am Zusammenschluss von Pfluntal, Schönverwalltal und Fasultal, rund 4 km östlich der Landesgrenze zwischen Tirol und Vorarlberg in Tirol am Rand eines kleinen Hochmoores.

### Zugänge
- von St. Anton am Arlberg durch die Rosannaschlucht in 2½ Stunden
- vom Hotel Moserkreuz in 3 Stunden
- vom Salzhüttle (Wanderbushaltestelle) in 1¼ Stunden

### Nachbarhütten und Übergänge
- zur Heilbronner Hütte, 2320 m
  - durch das Schönverwalltal, ein großer Teil auf Fahrweg, 4 Stunden
  - über das Wannenjoch, 2636 m ü. A. (Bruckmannweg), 6 Stunden
- zur Darmstädter Hütte, 2348 m, über das Kuchenjoch, 2730 m ü. A., Apothekerweg, ca. 4½ Stunden (im Abstieg vom Kuchenjoch ist ein Teilstück des Weges seilversichert)
- zur Friedrichshafener Hütte, 2138 m
  - durch das Fasultal und über das Schafbicheljoch (Schafbüheljoch), 4½ Stunden
- zur Kaltenberghütte, 2089 m, über das Gstansjöchl und vorbei an Kaltenbergsee und Krachelspitze, 6 – 6½ Stunden
- zur Wormser Hütte, 2307 m, über das Silbertaler Winterjöchl, 8 – 8½ Stunden
- zur Neuen Reutlinger Hütte, 2395 m, über das Gafluna Winterjöchl, 3½ – 4 Stunden

### Gipfel
- Scheibler, 2978 m, kann vom Verbindungsweg zur Darmstädter Hütte bestiegen werden, 45 Minuten ab Kuchenjoch, 2730 m ü. A., Gesamtaufstiegszeit ab der Hütte 4,5 Stunden
- Patteriol, 3056 m, durch die Südwand, Klettertour im Schwierigkeitsgrad II 5 Stunden; oder über den Nordost-Grat mit Schwierigkeiten bis zu IV+.[1]
- Kuchenspitze, 3148 m, 5½ Stunden
- Küchlspitze, 3147 m, 5½ Stunden
- Kaltenberg, 2896 m, 5 Stunden
- Hahnentrittkopf, 2636 m, 3½ Stunden
- Drosberg, 2661 m, 4 Stunden
- Pflunspitzen, 2912 m, 4½ Stunden
- Kleiner Patteriol, 2590 m, 3 Stunden
- Gstanskopf, 2730 m, 4 Stunden